# Такеши Камо
Такеши Камо (јап. 加茂 健; 8. фебруар 1915 — 26. март 2004) био је јапански фудбалер.

## Репрезентација
За репрезентацију Јапана дебитовао је 1936. године. Учествовао је и на олимпијским играма 1936. За тај тим је одиграо 2 утакмице.

## Статистика
| Јапан  | Јапан   | Јапан  |
| Година | Наступи | Голови |
| ------ | ------- | ------ |
| 1936.  | 2       | 0      |
| Укупно | 2       | 0      |